# Vegueria de Tortosa
La vegueria de Tortosa va ser una antiga divisió administrativa del Principat de Catalunya (15.393 habitants el 1718). Comprenia les terres més meridionals de Catalunya a la dreta de l'Ebre (límit de la vegueria: de Berrús i Riba-roja d'Ebre a Móra d'Ebre i Benissanet) i, a l'esquerra, Ginestar (Ribera d'Ebre), Rasquera i tot el sector del terme general de Tortosa d'aquesta banda de riu (és a dir, fins al coll de Balaguer). A partir del 1716 esdevingué corregiment de Tortosa.
La bandera de la Vegueria de drap de grana està presidida per les armes quadribarrades verticalment de gules sobre camp d'or, i a banda i banda, sengles torres, amb una porta, dues finestres i quatre merlets, en plata.